# Космизм
Косми́зм (греч. κόσμος — «упорядоченный мир») — ряд религиозно-философских, мистических, художественных, эстетических и научно-футурологических течений, зародившихся в конце XIX века, объединяемых в одну общность на основании наличия в них представлений о человеке и человечестве как элементах, связанных в единое целое с космосом и развивающихся вместе с ним по неким общим закономерностям.
В эзотерических и оккультных системах, таких как теософия, космизм связан с представлением о Вселенной, управляемой невидимыми сверхъестественными силами, и соотносится с астрологическими представлениями о взаимосвязи звёздного неба с духовным и телесным аспектами человека.
С точки зрения науки, космизм подразумевает космогонию — использование теорий о рождении и эволюции Вселенной: концепции Канта—Лапласа (XVIII век) об образовании Солнечной системы путём конденсации пылеобразных масс, теории расширяющейся Вселенной Фридмана, разлетающихся галактик Хаббла (XX век), теории относительности Эйнштейна и других.

## Русский космизм
Русский космизм — течение русской религиозно-философской мысли, основанное на холистическом мировоззрении, предполагающем телеологически определённую эволюцию Вселенной. Русский космизм органично связан с псевдонаучными и эзотерическими течениями философской мысли, однако вместе с тем не может быть и однозначно отнесён к оккультизму, поскольку провозглашает источником познания человеческий разум и науку.

## Персоналии

### Философы

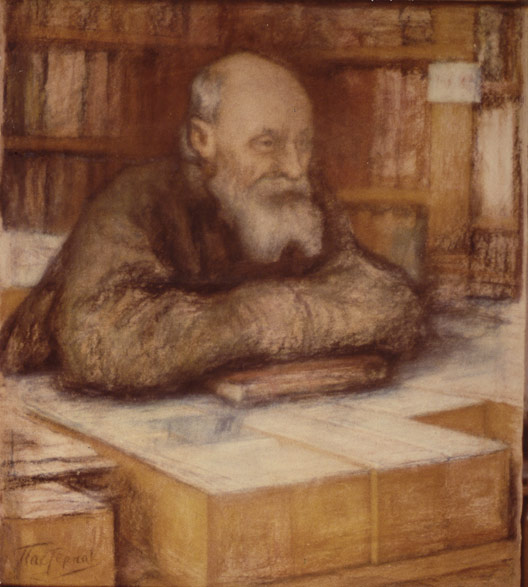
Николай Фёдоров

- Николай Фёдорович Фёдоров (1829—1903). Сформулировал базисную идею, составляющую парадигму русского космизма: Мир (включая жизнь и человечество) есть закономерно эволюционирующая система. Философия Н. Ф. Федорова является синтезом православно-религиозной метафизики и теоретических идей естествознания[4]. Считал, что глубинный смысл христианства заключается в Воскрешении предков. Но Воскрешение осуществит Бог нашими руками, с помощью современной науки, которая от Бога[источник не указан 4591 день]. Однако миллионы воскрешённых не уместятся на нашей планете, поэтому Фёдоров предлагал заселить ими другие планеты. Так родился замысел освоения космического пространства.

### Учёные
- Ломоносов Михаил Васильевич (1711—1765). Единство микрокосма и макрокосма. Мировоззрение космизма.
- Одоевский Владимир Федорович (1803—1869). Идея «цельного знания». Единая наука о человеке и Вселенной.
- Умов Николай Алексеевич (1846—1915). Самоорганизация живой материи в космосе. Агапе (греч. любовь)
- Константин Эдуардович Циолковский (1857—1935). Основоположник современной космонавтики. Вывел уравнение движения, пришел к выводу о необходимости двухступенчатых ракет. Предлагал заселить космическое пространство с помощью орбитальных станций. Считал, что развитие жизни на одной из планет Вселенной достигает такого могущества и совершенства, что оно позволит преодолевать силу тяжести и расселяться по Вселенной.
- Владимир Иванович Вернадский (1863—1945). Разработал учение о биосфере («живая сфера») — совокупности живого вещества Земли, проявляющего себя как единый организм. Ныне это общее место экологии, но тогда это учение только зарождалось. Биосфера постепенно эволюционирует к ноосфере («сфере разума») — к такому состоянию, когда человечество овладеет силами природы, научится контролировать погоду, изменять ландшафт и управлять самой эволюцией живых существ. Ныне подобные эксперименты кажутся губительными для окружающей среды, но Вернадский был оптимистом. Человек — часть биосферы и его вред не абсолютен. Человек — залог того, что биосфера Земли в будущем распространится на окрестные планеты. На смену хаотичному развитию жизни на Земле должно прийти упорядоченное человеческим разумом развитие. В природе нет ничего случайного, не случаен и человек. Впоследствии космизм был удачно интегрирован в советскую философию.
- Пьер Тейяр де Шарден (1881—1955) — французский теолог и философ, священник иезуит, один из создателей теории ноосферы. Внес огромный вклад в палеонтологию, антропологию, философию и теологию; создал своего рода синтез христианского учения и теории космической эволюции. Основой и завершением научной космогонии Тейяра де Шардена является его концепция Точки Омега.
- Холодный Николай Григорьевич (1882—1953). Антропокосмизм.
- Александр Леонидович Чижевский (1897—1964) — биофизик, изучал влияние космических физических факторов на процессы в живой природе, в частности, влияние циклов активности Солнца на явления в биосфере, в том числе, на социально-исторические процессы.
- Иван Антонович Eфремов (1908—1972) — палеонтолог с мировым именем, писатель-фантаст, социальный мыслитель. Создатель тафономии, внёс огромный вклад в развитие научной фантастики, оказал влияние на судьбы многих людей — учёных, писателей, космонавтов. Рассматривал эволюцию жизни от примитивных форм к человеку и эволюцию социума от первых проблесков разума до создания гуманистического коммунистического общества и неизбежного выхода человечества в межзвёздный космос как единый процесс восхождения, подчиняющийся универсальным диалектическим законам.
- Кузнецов Побиск Георгиевич (1924—2000) — советский кибернетик и термодинамик. Главный конструктор по разработке систем «СПУТНИК» в целях управления научно-исследовательскими коллективами при разработке систем жизнеобеспечения для космических аппаратов (60-е годы). Автор теории прикладных математических теорий в различных предметных областях[5].
- Учёные (биогеохимия, геоморфология, геохимия, почвоведение, стратиграфия, учение о фациях): В. И. Вернадский, Н. А. Головкинский, В. В. Докучаев, А. А. Иностранцев, П. А. Кропоткин, В. А. Обручев, Ф. А. Слудский, П. П. Семенов-Тянь-Шаньский, И. Д. Черский.
- Астрономы: О. А. Баклунд, А. А. Белопольский, Ф. А. Бредихин, Б. Б. Голицын, Б. Я. Струве, В. К. Цесарский.
- Ракетно-космическая техника и освоения космоса: Н. И. Кибальчич (1881), С. С. Неждановский (1880—1889), К. Э. Циолковский (с 1883 г.), И. В. Мещерский (1897—1904), Ф. А. Цандер (1907—1908), Ю. В. Кондратюк (с 1917 г.), Королёв Сергей Павлович (1907—1966) и Гагарин Юрий Алексеевич (1934—1968)

## Космизм в литературе и искусстве

### Биокосмисты
В начале 1920-х годов в Москве и Петрограде сформировались группы поэтов-биокосмистов, которые активно издавали свои произведения. Московское отделение биокосмистов возглавлял Александр Святогор (наст. имя Александр Агиенко), а петроградское отделение «биокосмистов-имморталистов» — Александр Ярославский. А. Ярославский писал об идее личного бессмертия, один из первых в стихах высказался об идее холодового анабиоза (крионики) человечества.